# Hans Oerlemans
Hans (Johannes) Oerlemans (8 oktober 1950) is een Nederlands hoogleraar. Oerlemans is als hoogleraar Meteorologie verbonden aan de faculteit Natuur- en sterrenkunde van de Universiteit van Utrecht. Hij doet onderzoek op het gebied van gletsjers en ontwerpt klimaatmodellen. Oerlemans heeft gepubliceerd in de wetenschappelijke tijdschriften The Holocene, Tellus en Arctic, Antarctic and Alpine Research.

## Carrière
Oerlemans heeft geofysica en meteorologie gestudeerd aan de Universiteit van Utrecht waar hij in 1976 afstudeerde en in 1980 promoveerde op Some model studies on the ice-age problem. Voor dit onderzoek werkte hij als promovendus bij het KNMI. In 1988 werd hij bijzonder hoogleraar Dynamica van het klimaat en het jaar erop werd hij benoemd tot gewoon hoogleraar Meteorologie aan de Universiteit van Utrecht.  In 1994 is hij lid geworden van de Koninklijke Academie voor Wetenschappen, Letteren en Schone Kunsten
In de jaren 1990 en 1996 publiceerde hij artikelen voor het Intergovernmental Panel on Climate Change met betrekking tot gletsjers en de stijging van de zeespiegel. In 2001 won hij de Spinozaprijs en in 2004 de physica-prijs. Dankzij de Spinozaprijs kon Oerlemans ongeveer vijf jaar zelfstandig zijn onderzoek voortzetten.
In 2007 ontving hij de Prijs Akademiehoogleraren. In hetzelfde jaar ontving hij een eredoctoraat van de Universiteit van Stockholm. In 2008 ontving hij de Louis Agassizmedaille en in 2010 werd hij benoemd tot Ridder in de Orde van de Nederlandse Leeuw.

## Publicaties (selectie)
- J. Oerlemans (1980). Some model studies on the ice-age problem, Utrecht (Reeks Koninklijk Nederlands Meteorologisch Instituut; no. 158)
- Oerlemans en Veen (1984). Ice Sheets and Climate, Kluwer
- J. Oerlemans (1989).  Glacier Fluctuations and Climatic Change: Proceedings of the Symposium on Glacier Fluctuations and Climatic Change
- Björnsson, Haeberli en Oerlemans (2011). Encyclopedia of Snow, Ice and Glaciers
- J. Oerlemans (2013). Glacier Fluctuations and Climatic Change: Proceedings of the Symposium on Glacier Fluctuations and Climatic Change, doi: 10.1641/0006-3568(2003)053[0131:MCIGCI]2.0.CC